# 何棟 (明朝)
何棟（1490年—1573年），字伯直，又字子宇，號太華，陝西西安府長安縣（今陝西省西安市）人，明朝政治人物，進士出身。

## 生平
陕西乡试第二名举人，正德十五年（1521年）辛巳科会试二百四十八名，正德十六年殿试，登二甲第五十名，赐進士出身，擢监察御史，同年十二月下诏狱，不久因为迟误侍班，被东厂上访告发，贬谪为常熟县丞。嘉靖元年，接替韓儒，擔任南直隶常州府宜興縣知縣。历升工部主事、工部都水司郎中，驻扎通州，管理通惠河。八年十二月以修河有功，升通政司右通政，仍管河道事务。十年七月以恭建神祇二坛以及神仓工程完成，升太仆寺卿添注，十一月为副使，持节册封瀋府。十一年四月，以顺天、河间、真定、保定各处滹沱河连年泛溢为患，朝廷以何栋曾经治河有功，遂下令让何栋立即去治理河患。
嘉靖十一年九月，何栋升任都察院左佥都御史巡抚大同。十二年四月以拾遗被弹劾，被降一级调外任。十四年正月以降级参议，很久不赴任，科道官以拾遗之例弹劾他。
嘉靖二十九年二月，礼部尚书徐阶上疏推荐，起复何栋为都察院右副都御史、提督蓟州军务。不久加兵部右侍郎、蓟辽总督。嘉靖三十二年十二月，兵部尚书聂豹请令科道官当廷讨论各边总督、镇巡诸臣的优劣，何栋被列名上闻，同时六科给事中王国祯等、十三道御史胡宗宪等人纷纷论劾总督何栋、总兵徐珏、副总兵崔麒、张涞、巡抚吴嘉会、艾希淳、刘玺、赵时春各种不称职之事，认为当免职处理，何栋遂被令致仕。三十六年十月，又论修边冒破之罪，兵部左侍郎吴嘉会被废黜为民，前总督侍郎致仕何栋被令冠带闲住。

## 著作
著有《太華詩集》、《督府奏疏》、《水部填云》。

## 生平
曾祖何義；祖父何寬；父何真，母左氏。具慶下。弟何梁。